# Портрет Альфонсо д’Авалоса, маркиза дель Васто, в доспехах и с пажом
«Портрет Альфонсо д’Авалоса, маркиза дель Васто, в доспехах и с пажом» — картина итальянского живописца Тициана периода Высокого Возрождения, созданная в 1533 году, на которой изображен Альфонсо д’Авалос, военноначальник императора Карла V, в возрасте 31 года. Картина, которая с 2004 года находится во владении Музея Гетти в Лос-Анджелесе, считается шедевром венецианской портретной живописи и является центральным экспонатом коллекции Гетти.

## История создания
Картина была написана в Болонье в 1533 году. После смерти Альфонсо д’Авало её унаследовал его сын, маркиз Франческо Фердинандо д’Авалос (около 1530—1571). Вероятно, картина оставалась в семье до неизвестной даты. По неизвестной причине она попала в Польшу, где ею последовательно владели Ян Собеский и Станислав II Август Понятовский, и, вероятно, в качестве подарка попала в семью Потоцких, где находилась до 1921 года. В 1921 году Альфред Потоцкий продал картину графине Мартине-Марии-Поль де Беагу (1870—1939), которая завещала свою художественную коллекцию, включая тициановский портрет, своему племяннику Юберу де Гане.
В 1989 году его наследники продали большую часть коллекции на аукционе Sotheby's в Монте-Карло. В следующем году страховая группа Axa приобрела тициановский портрет через агента за 65 миллионов франков[2]. Axa одолжила картину Лувру на двенадцать лет с возможностью выкупить её в течение этого срока по льготной цене: цена, уплаченная Axa, плюс поправка на инфляцию. Сделка была организована многолетним директором Лувра Пьером Розенбергом. Его преемник Анри Лойретт пропустил срок, и в 2004 году картина перешла в Музей Гетти за 70 миллионов долларов США, хотя музей никогда не подтверждал эту сумму. Поскольку картина находилась в частных руках, а Объединение национальных музеев выступало против ее покупки, французское государство не смогло наложить вето на продажу картины в США.
После «Венеры и Адониса» (1555/1560) и «Кающейся Магдалины» (1555/1565) портрет стал третьей работой Тициана в коллекции Гетти.

## Альфонсо д’Авалос
Альфонсо д’Авалос был племянником Фернандо Франческо д’Авалоса ди Пескара, командующего войсками Карла V во время Итальянских войн. После смерти своего дяди в 1525 году он сменил его на посту. В 1533 году, когда была написана картина, д’Авалос уже успел отличиться во главе авангарда из 1500 ландскнехтов и аркебузиров в битве при Павии (1525), когда был взят в плен французский король Франциск I. 25 ноября 1525 года император назначил его генерал-капитаном (capitano general) пехоты. После смерти маркиза Пескары он унаследовал его титул и вотчины, а в 1528 году к ним добавились титулы князя Франкавиллы и графа Монтескальозо и Белькастро. В 1526 году вместе с Антонио де Лейвой он вынудил Франческо II Сфорца, герцога Миланского, сдать Милан и тем самым отказаться от своей антигабсбургской политики. Впоследствии он участвовал в качестве командующего в многочисленных военных действиях на севере Италии и был взят в плен Андреа Дориа, находившимся в то время в союзе с Францией, во время битвы за Неаполь, но смог воспользоваться недовольством Андреа Дориа своими французскими союзниками во время своего пленения, что в конечном итоге привело к тому, что Дориа перешёл на сторону имперских войск. В 1529 году возглавил армию из 5000 человек из Апулии в Тоскану и участвовал в реставрации Медичи в 1531 году. В 1532 году пришёл на помощь Фердинанду Габсбургскому в его борьбе с турками с отрядом из 5000 пехотинцев.
В 1533 году, когда придворный художник императора Тициан написал его портрет, Альфонсо д’Авалос находился в зените славы и могущества.

## Описание
На картине изображён Альфонсо д’Авалос в трёхчетвертном повороте на рассеянном, почти чёрном фоне. Его взгляд сосредоточен и задумчив, направлен вправо, а левой рукой он сжимает рукоять меча. Он, кажется, не замечает ребёнка, который дотягивается до его пояса и передаёт ему шлем.
Он одет в чёрные лакированные парадные доспехи, щедро украшенные золотым орнаментом. Все части доспехов, воротник, защищающий шею между шлемом и латами, нагрудник, латы, локтевой щиток и железная перчатка, искусно украшены чеканным и позолоченным орнаментом. На узкой цепочке из тонких металлических пластинок и красноватых кремней, оправленных в золото, над шейным креплением он носит орден Золотого руна. Гульфик сделан из черной ткани, похожей на трико, с вплетёнными металлическими нитями — из той же ткани сшита мантия пажа. Свет падает на две фигуры сверху справа, ярко освещая их лица и отражаясь то тут, то там на блестящих чёрных доспехах.